# Welsh Premier League (2010/2011)
Welsh Premier League 2010/2011 (znana jako  Principality Building Society Welsh Premier League ze względów sponsorskich) był 19. sezonem najwyższej klasy rozgrywkowej w Walii, pierwszym w nowym formacie ligi. 
Sezon został otwarty 13 sierpnia 2010 r., a zakończył się 21 maja 2011 r. finałem baraży o miejsce w eliminacjach do Ligi Europy UEFA.
Mistrzem po raz trzeci w swojej historii został zespół Bangor City.

## Format rozgrywek
Rozgrywki składały się z trzech faz. W pierwszej fazie drużyny grały ze sobą dwukrotnie, raz u siebie i raz na wyjeździe.
W drugiej fazie Welsh Premier League podzieliła się na dwie konferencje, sześć najlepszych drużyn stworzyło Championship Conference, pozostałe PlayOff Conference.
W ramach tych grup kluby ponownie zmierzyły się ze sobą dwukrotnie.
Wszystkie punkty zebrane przez zespoły w pierwszej fazie zostały przeniesione do drugiej fazy.
Drużyna, która zajęła pierwsze miejsce w Championship Conference została ogłoszona mistrzem Welsh Premier League i zakwalifikowała się do drugiej rundy kwalifikacyjnej Ligi Mistrzów UEFA w następnym sezonie.
Drużyna, która zajęła drugie miejsce w Championship Conference, automatycznie kwalifikowała się do pierwszej rundy kwalifikacyjnej Ligi Europejskiej UEFA,
Zdobywca Pucharu Walii kwalifiował się do pierwszej rundy kwalifikacyjnej Ligi Europejskiej UEFA.
Drużyny, które zajęły miejsca między trzecim a szóstym w Championship Conference, oraz drużyna z siódmego miejsca z PlayOff Conference wzięły udział w trzeciej fazie sezonu European Playoffs.
Ponieważ jedna z tych pięciu drużyn zakwalifikowała się już do Ligi Europy, wygrywając Puchar Walii, do play-off dołączy ósmy zespół rozgrywek.
Zwycięzca zdobył miejsce w pierwszej rundzie kwalifikacyjnej Ligi Europy UEFA w następnym sezonie.
Z powodów licencyjnych z klubów, które zajęły ostatnie dwa miejsca w drugiej puli, spadła tylko ostatnia drużyna.

## Skład ligi w sezonie 2010/2011
Premier League w sezonie 2010/2011 zmieniła format, została zredukowana do dwunastu zespołów, uczestników poprzedniego sezonu. Z powodu zaostrzenia wymogów licencyjnych nie było awansów z lig niższych. 
Z tego też powodu został zdegradowany Rhyl FC, który zajął w lidze szóste miejsce. Z ligi spadły Connah’s Quay Nomads F.C., Porthmadog, Welshpool Town, Caersws, Cefn Druids.
| Uczestnicy poprzedniej edycji | Uczestnicy poprzedniej edycji | Uczestnicy poprzedniej edycji | Uczestnicy poprzedniej edycji |
| --- | ----------------------------- | ----------------------------- | ----------------------------- |
| TNS | The New Saints F.C.           | Oswestry                      | 1                             |
| LLA | Llanelli AFC                  | Llanelli                      | 2                             |
| PTT | Port Talbot Town F.C.         | Port Talbot                   | 3                             |
| ABE | Aberystwyth Town F.C.         | Aberystwyth                   | 4                             |
| BAN | Bangor City                   | Bangor                        | 5                             |
| AIR | Airbus UK Broughton           | Broughton                     | 7                             |
| PRE | Prestatyn Town                | Prestatyn                     | 8                             |
| NEA | Neath                         | Neath                         | 9                             |
| CMR | Carmarthen Town               | Carmarthen                    | 10                            |
| BAL | Bala Town                     | Bala                          | 11                            |
| HAV | Haverfordwest County          | Haverfordwest                 | 12                            |
| NTW | Newtown A.F.C.                | Newtown                       | 13                            |
| Oznaczenia: - kolumna pierwsza – skróty nazw drużyn, - kolumna trzecia – siedziba klubu, - kolumna czwarta – miejsce zajęte w poprzednim sezonie. |                               |                               |                               |

## Runda zasadnicza

### Tabela
| Lp. | Drużyna               | M  | Z  | R | P  | Bramki | Bramki | Różn. | Pkt | Uwagi                   |
| --- | --------------------- | -- | -- | - | -- | ------ | ------ | ----- | --- | ----------------------- |
| 1   | Bangor City           | 22 | 18 | 2 | 2  | 63     | 25     | +38   | 56  | Championship Conference |
| 2   | The New Saints F.C.   | 22 | 15 | 5 | 2  | 68     | 24     | +44   | 50  | Championship Conference |
| 3   | Neath                 | 22 | 13 | 6 | 3  | 50     | 23     | +27   | 45  | Championship Conference |
| 4   | Llanelli AFC          | 22 | 10 | 6 | 6  | 35     | 28     | +7    | 36  | Championship Conference |
| 5   | Prestatyn Town        | 22 | 8  | 7 | 7  | 35     | 29     | +6    | 31  | Championship Conference |
| 6   | Port Talbot Town F.C. | 22 | 7  | 6 | 9  | 28     | 36     | −8    | 27  | Championship Conference |
| 7   | Aberystwyth Town F.C. | 22 | 6  | 8 | 8  | 26     | 40     | −14   | 26  | PlayOff Conference      |
| 8   | Airbus UK Broughton   | 22 | 6  | 6 | 10 | 35     | 41     | −6    | 24  | PlayOff Conference      |
| 9   | Carmarthen Town       | 22 | 6  | 4 | 12 | 30     | 52     | −22   | 22  | PlayOff Conference      |
| 10  | Bala Town             | 22 | 5  | 2 | 15 | 25     | 42     | −17   | 17  | PlayOff Conference      |
| 11  | Newtown A.F.C.        | 22 | 2  | 9 | 11 | 20     | 44     | −24   | 15  | PlayOff Conference      |
| 12  | Haverfordwest County  | 22 | 4  | 3 | 15 | 19     | 50     | −31   | 15  | PlayOff Conference      |

### Wyniki
| Gospodarz \ Gość      | ABE | AIR | BAL | BAN | CMR | HAV | LLA | NEA | NTW | PTT | PRE | TNS |
| Aberystwyth Town F.C. |     | 2:1 | 2:1 | 1:3 | 2:2 | 0:2 | 0:2 | 1:1 | 2:2 | 2:2 | 1:0 | 0:2 |
| Airbus UK Broughton   | 3:1 |     | 1:2 | 1:1 | 2:4 | 4:0 | 1:2 | 2:2 | 1:1 | 2:0 | 3:4 | 2:2 |
| Bala Town             | 2:3 | 1:2 |     | 2:3 | 1:2 | 0:1 | 1:0 | 0:2 | 4:1 | 0:0 | 2:1 | 3:4 |
| Bangor City           | 2:1 | 5:1 | 3:0 |     | 5:0 | 6:0 | 2:0 | 2:1 | 5:2 | 8:1 | 2:1 | 4:3 |
| Carmarthen Town       | 2:3 | 1:4 | 4:1 | 0:1 |     | 2:2 | 1:3 | 0:3 | 1:1 | 1:3 | 2:1 | 1:3 |
| Haverfordwest County  | 0:0 | 4:0 | 0:1 | 1:2 | 3:2 |     | 0:4 | 0:3 | 0:1 | 0:1 | 2:3 | 1:4 |
| Llanelli AFC          | 2:3 | 1:1 | 3:1 | 2:0 | 4:1 | 2:1 |     | 1:4 | 2:1 | 0:3 | 2:2 | 2:1 |
| Neath                 | 1:1 | 1:0 | 3:1 | 1:2 | 2:1 | 4:0 | 1:1 |     | 5:0 | 2:1 | 2:1 | 1:1 |
| Newtown A.F.C.        | 0:0 | 2:3 | 1:1 | 0:1 | 0:1 | 1:1 | 0:0 | 3:6 |     | 0:0 | 1:0 | 2:2 |
| Port Talbot Town F.C. | 1:1 | 2:0 | 2:0 | 1:2 | 1:2 | 3:0 | 1:1 | 1:3 | 3:0 |     | 0:3 | 0:2 |
| Prestatyn Town        | 4:0 | 1:1 | 2:0 | 4:2 | 0:0 | 1:0 | 1:1 | 1:1 | 2:1 | 1:1 |     | 0:0 |
| The New Saints F.C.   | 5:0 | 2:0 | 2:1 | 2:2 | 7:0 | 6:1 | 2:0 | 3:1 | 4:0 | 6:1 | 5:2 |     |

## Runda finałowa

### Tabela
| Lp.                     | Drużyna                   | M  | Z  | R  | P  | Bramki | Bramki | Różn. | Pkt | Uwagi                                        |
| ----------------------- | ------------------------- | -- | -- | -- | -- | ------ | ------ | ----- | --- | -------------------------------------------- |
| Championship Conference |                           |    |    |    |    |        |        |       |     |                                              |
| 1                       | Bangor City (M)           | 32 | 22 | 4  | 6  | 80     | 44     | +36   | 70  | Liga Mistrzów UEFA • II runda kwalifikacyjna |
| 2                       | The New Saints F.C.       | 32 | 20 | 8  | 4  | 87     | 34     | +53   | 68  | Liga Europy UEFA • I runda kwalifikacyjna    |
| 3                       | Neath (B)                 | 32 | 16 | 10 | 6  | 62     | 41     | +21   | 58  | Liga Europy UEFA • I runda kwalifikacyjna    |
| 4                       | Llanelli AFC (P)          | 32 | 15 | 8  | 9  | 58     | 41     | +17   | 53  | Liga Europy UEFA • II runda kwalifikacyjna   |
| 5                       | Prestatyn Town (B)        | 32 | 10 | 10 | 12 | 44     | 46     | −2    | 40  |                                              |
| 6                       | Port Talbot Town F.C. (B) | 32 | 8  | 12 | 12 | 37     | 48     | −11   | 36  |                                              |
| PlayOff Conference      |                           |    |    |    |    |        |        |       |     |                                              |
| 7                       | Aberystwyth Town F.C. (B) | 32 | 11 | 9  | 12 | 42     | 54     | −12   | 42  |                                              |
| 8                       | Airbus UK Broughton (B)   | 32 | 11 | 8  | 13 | 53     | 52     | +1    | 41  |                                              |
| 9                       | Newtown A.F.C.            | 32 | 8  | 11 | 13 | 40     | 55     | −15   | 35  |                                              |
| 10                      | Carmarthen Town           | 32 | 10 | 5  | 17 | 39     | 64     | −25   | 35  |                                              |
| 11                      | Bala Town1                | 32 | 10 | 3  | 19 | 41     | 57     | −16   | 33  |                                              |
| 12                      | Haverfordwest County (S)  | 32 | 5  | 4  | 23 | 30     | 77     | −47   | 19  | Spadek do Welsh Football League Division One |

### Wyniki
| Gospodarz \ Gość        | BAN | LLA | NEA | PTT | PRE | TNS |
| Bangor City             |     | 2:5 | 1:2 | 2:2 | 1:2 | 1:0 |
| Llanelli AFC            | 2:2 |     | 4:0 | 2:3 | 3:0 | 0:2 |
| Neath                   | 1:2 | 0:4 |     | 0:0 | 1:1 | 2:2 |
| Port Talbot Town F.C.   | 1:2 | 0:0 | 1:2 |     | 1:1 | 0:0 |
| Prestatyn Town          | 1:2 | 1:2 | 1:1 | 2:0 |     | 0:2 |
| The New Saints F.C.     | 3:2 | 3:1 | 2:3 | 1:1 | 4:0 |     |
| Championship Conference |     |     |     |     |     |     |

| Gospodarz \ Gość      | ABE | AIR | BAL | CMR | HAV | NTW |
| Aberystwyth Town F.C. |     | 2:0 | 1:2 | 1:0 | 2:1 | 2:2 |
| Airbus UK Broughton   | 5:3 |     | 1:1 | 0:0 | 5:0 | 0:3 |
| Bala Town             | 2:1 | 0:3 |     | 4:0 | 2:0 | 0:2 |
| Carmarthen Town       | 0:1 | 1:2 | 3:1 |     | 1:0 | 2:1 |
| Haverfordwest County  | 1:3 | 0:2 | 2:3 | 2:1 |     | 1:4 |
| Newtown A.F.C.        | 1:0 | 1:0 | 2:1 | 0:1 | 4:4 |     |
| PlayOff Conference    |     |     |     |     |     |     |

## European Playoffs

### Drabinka
|  | Ćwierćfinał | Ćwierćfinał           | Ćwierćfinał    |                       |   | Półfinał | Półfinał | Półfinał |  |  | Finał | Finał | Finał |  |
|  |             |                       |                |                       |   |          |          |          |  |  |       |       |       |  |
|  |             |                       |                |                       |   | 3        | Neath    | 2        |  |  |       |       |       |  |
|  |             |                       |                |                       |   | 3        | Neath    | 2        |  |  |       |       |       |  |
|  |             |                       | 7              | Aberystwyth Town F.C. | 1 |          |          |          |  |  |       |       |       |  |
|  | 7           | Aberystwyth Town F.C. | 7              | Aberystwyth Town F.C. | 1 | 2        |          |          |  |  |       |       |       |  |
|  | 7           | Aberystwyth Town F.C. |                |                       |   |          |          |          |  |  |       |       |       |  |
|  | 8           | Airbus UK Broughton   | 1              |                       |   |          |          |          |  |  |       |       |       |  |
|  | 8           | Airbus UK Broughton   | 1              |                       | 3 | Neath    | 3        |          |  |  |       |       |       |  |
|  |             |                       |                |                       |   |          |          |          |  |  |       |       |       |  |
|  |             |                       | 5              | Prestatyn Town        | 2 |          |          |          |  |  |       |       |       |  |
|  |             |                       |                | Prestatyn Town        | 2 |          |          |          |  |  |       |       |       |  |
|  |             |                       |                |                       |   |          |          |          |  |  |       |       |       |  |
|  |             |                       |                |                       |   |          |          |          |  |  |       |       |       |  |
|  |             | 5                     | Prestatyn Town | 2                     |   |          |          |          |  |  |       |       |       |  |
|  |             |                       |                | 2                     |   |          |          |          |  |  |       |       |       |  |
|  |             |                       | 6              | Port Talbot Town F.C. | 1 |          |          |          |  |  |       |       |       |  |

### Ćwierćfinał
| 10 maja 2011 | Aberystwyth Town F.C.                 | 2:1   | Airbus UK Broughton  |                                                                               |
| 20:30        | Ashley Stott 58' · James McCarten 87' | (0:1) | 21' (k) Ian Sheridan | Stadion Park Avenue (Aberystwyth, Ceredigion) Widzów: 424 Sędzia: Mark Whitby |
| 20:30        | Anthony Finselbach 29'                | (0:1) | 35' Leon Clowes      | Stadion Park Avenue (Aberystwyth, Ceredigion) Widzów: 424 Sędzia: Mark Whitby |

### Półfinały
| 15 maja 2011 | Neath                              | 2:1   | Aberystwyth Town F.C.              |                                                                                        |
| 15:30        | Craig Hughes 34' · Paul Fowler 36' | (2:0) | 89' James McCarten                 | Stadion The Gnoll (Neath / Castell-nedd, West Glamorgan) Widzów: 410 Sędzia: Huw Jones |
| 15:30        | Paul Cochlin 50'                   | (2:0) | 48' Bari Morgan · 90' Ashley Stott | Stadion The Gnoll (Neath / Castell-nedd, West Glamorgan) Widzów: 410 Sędzia: Huw Jones |

| 15 maja 2011 | Prestatyn Town                                                          | 2:1   | Port Talbot Town F.C. |                                                                                        |
| 15:30        | Lee Hunt 84' (k) · David Hayes 88'                                      | (0:1) | 29' Lee Surman        | Stadion Motion Finance Stadium (Prestatyn, Denbighshire) Widzów: 383 Sędzia: Lee Evans |
| 15:30        | Gareth Wilson 34' · Lee Hunt 63' · Michael Parker 72' · Neil Gibson 87' | (0:1) | 76' Casey Thomas      | Stadion Motion Finance Stadium (Prestatyn, Denbighshire) Widzów: 383 Sędzia: Lee Evans |

### Finał
| 21 maja 2011 | Neath                                                                                         | 3:2   | Prestatyn Town                                                                         |                                                                                           |
| 16:15        | Chad David Bond 1' · Andy Hill 55' 84'                                                        | (1:1) | 25' Lee Hunt · 90' Jon Fisher-Cooke                                                    | Stadion The Gnoll (Neath / Castell-nedd, West Glamorgan) Widzów: 988 Sędzia: Kevin Morgan |
| 16:15        | Chad David Bond 43' · Kevin Cooper 45' · Lee Trundle 61' · Chris Jones 69' · Paul Cochlin 75' | (1:1) | 3' Steve Rogers · 25' Kai Edwards · 60' Lee Hunt · 81' Neil Gibson · 86' Gareth Wilson | Stadion The Gnoll (Neath / Castell-nedd, West Glamorgan) Widzów: 988 Sędzia: Kevin Morgan |

## Lista strzelców

### Runda zasadnicza
| Zawodnik         | Drużyna             | Bramki |
| ---------------- | ------------------- | ------ |
| Jamie Reed       | Bangor City         | 17     |
| Rhys Griffiths   | Llanelli AFC        | 16     |
| Matthew Williams | The New Saints F.C. | 15     |
| Lee Trundle      | Neath               | 14     |
| Alan Bull        | Bangor City         | 13     |

### Runda finałowa
| Zawodnik          | Drużyna              | Bramki |
| ----------------- | -------------------- | ------ |
| Rhys Griffiths    | Llanelli AFC         | 9      |
| Ian Sheridan      | Airbus UK Broughton  | 8      |
| Jack Christopher  | Haverfordwest County | 7      |
| Robbie Millington | Newtown A.F.C.       | 7      |
| Steve Jones       | Newtown A.F.C.       | 6      |
| Tim Hicks         | Carmarthen Town      | 5      |
| Lee Hunt          | Prestatyn Town       | 5      |

### Razem
| Zawodnik         | Drużyna              | Bramki |
| ---------------- | -------------------- | ------ |
| Rhys Griffiths   | Llanelli AFC         | 25     |
| Matthew Williams | The New Saints F.C.  | 19     |
| Lee Trundle      | Neath                | 18     |
| Jamie Reed       | Bangor City          | 17     |
| Alan Bull        | Bangor City          | 16     |
| Lee Hunt         | Prestatyn Town       | 16     |
| Alex Darlington  | The New Saints F.C.  | 13     |
| Jack Christopher | Haverfordwest County | 13     |

Źródło: .

## Najlepsi w sezonie
| Trener        | Neville Powell | Bangor City  | [ 6 ] |
| Zawodnik      | Rhys Griffiths | Llanelli AFC | [ 7 ] |
| Młodzieżowiec | Chris Jones    | Neath        | [ 8 ] |

## Jedenastka sezonu
| Pozycja   | Zawodnik         | Drużyna             |
| --------- | ---------------- | ------------------- |
| Bramkarz  | Lee Idzi         | Neath               |
| Obrońca   | Kris Thomas      | Llanelli AFC        |
| Obrońca   | Danny Holmes     | The New Saints F.C. |
| Obrońca   | Michael Johnston | Bangor City         |
| Obrońca   | Stuart Jones     | Llanelli AFC        |
| Pomocnik  | Craig Jones      | The New Saints F.C. |
| Pomocnik  | Mark Jones       | Bala Town           |
| Pomocnik  | Dave Morley      | Bangor City         |
| Pomocnik  | Chris Jones      | Neath               |
| Napastnik | Lee Hunt         | Prestatyn Town      |
| Napastnik | Rhys Griffiths   | Llanelli AFC        |

Źródło: .

## Stadiony
| Aberystwyth Town F.C. | Airbus UK Broughton                        | Bala Town       | Bangor City           | Carmarthen Town | Haverfordwest County  |
| --------------------- | ------------------------------------------ | --------------- | --------------------- | --------------- | --------------------- |
| Park Avenue           | Hollingsworth Group International Airfield | Maes Tegid      | Farrar Road Stadium   | Richmond Park   | Bridge Meadow Stadium |
| Pojemność: 2500       | Pojemność: 2100                            | Pojemność: 3000 | Pojemność: 1500       | Pojemność: 3000 | Pojemność: 2000       |
|                       |                                            |                 |                       |                 |                       |
| Llanelli AFC          | Neath                                      | Newtown A.F.C.  | Port Talbot Town F.C. | Prestatyn Town  | The New Saints F.C.   |
| Stebonheath Park      | The Gnoll                                  | Latham Park     | Victoria Road         | Bastion Road    | Park Hall             |
| Pojemność: 3700       | Pojemność: 6000                            | Pojemność: 5000 | Pojemność: 2500       | Pojemność: 1000 | Pojemność: 2000       |
|                       |                                            |                 |                       |                 |                       |